# Косяк, Олег Юрьевич
Оле́г Ю́рьевич Кося́к (род. 26 ноября 1975 года в Киеве) — спортсмен, спортивный гимнаст. Заслуженный мастер спорта Украины (1996).
В 1997 году окончил Национальный университет физического воспитания и спорта. Тренировался в спортивном клубе Калифорнийского университета. Выступал за спортивное общество «Динамо» (Киев). Тренеры — Ю. Куксенков, В. Жовноватый.
На Олимпийских играх 1996 года в Атланте вместе с Р. Шариповым, А. Светличным, Ю. Ермаковым, В. Шаменко, И. Коробчинским и Г. Мисютиным завоевал бронзовые медали. Украина пропустила вперёд Россию и Китай и менее чем на две десятых балла опередила Белоруссию.
Сейчас Косяк проживает в США. Получил математическое образование в Калифорнийском университете в Беркли. Гимнасты, которых тренировал Косяк, выигрывали чемпионаты Калифорнии и прочие региональные турниры.